# Tojoda Jóhei
Tojoda Jóhei (Komacu, 1985. április 11. –) japán válogatott labdarúgó, csatár.
Miután végzett a Szeirjó Középiskolában, a Nagoja Grampus Eight játékosa lett. A bajnokságban 2004. augusztus 21-én a Júbilo Ivata ellen mutatkozott be. Első bajnoki gólját 2005. július 23-án a Kasima Antlers ellen szerezte. 2007-ben és 2008-ban kölcsönben a másodosztályú Montedio Jamagata csapatában szerepelt. Miután csapatával feljutottak az élvonalba, 2008. decemberében a szintén első osztályú Kjóto Szangába igazolt.
A 2008. évi nyári olimpiai játékokon is részt vett Japán színeiben. A nigériai labdarúgó-válogatott elleni csoportmeccsen gólt is szerzett.